# Avec (Groupe)
Avec (ex Doctegestio) est un groupe qui a des activités dans les domaines de la gestion immobilière, le tourisme social et familial, le social et médico-social et le sanitaire. Il exerce ses activités à travers des structures privées, associatives et mutualistes.

## Dénomination
Le groupe est créé en 1999 sous le nom de « Directgestion » puis est renommé en 2010 « Doctegestio ».
En janvier 2021, nouveau changement de nom, le groupe s'appelle désormais « Avec »,.

## Chiffres clés
Le groupe AVEC revendique 395 établissements (dont 23 EHPAD et Résidences autonomie, 95 SAAD, 25 SSIAD, 72 établissements de tourisme familial et accueil) employant au total 12 000 collaborateurs. 

## Historique
Le groupe se développe d’abord dans le secteur de l’immobilier sur Internet avec la gestion locative en ligne. Puis il se diversifie dans l'hôtellerie, reprend l’association Amapa à Metz en 2012 (SAAD, SSIAD et EHPAD) et plus tard des activités sanitaires. Le Groupe compte 297 établissements en France en 2018. 
En juillet 2013, Doctegestio reprend la clinique Vauban de Livry-Gargan, en difficulté financière, puis mène des travaux de rénovation au sein de sa maternité. 
Le centre de santé Viala situé dans le quinzième arrondissement de Paris est repris par Doctegestio en 2016 ; un contentieux existe depuis avec la CAF de Paris ayant décidé l'augmentation de la convention d'occupation du lieu. Le 25 septembre 2020, le jugement d'expulsion est mis à exécution faisant brutalement cesser les activités du centre de santé. En décembre, le tribunal de commerce de Brive choisit le groupe Doctegestio et sa filiale, Amapa, pour reprendre l'association Aide à domicile en milieu rural de la Corrèze (ADMR). 
Le tribunal de grande instance de Bastia ordonne en juillet 2017 la cession du groupe Corssad (centre d'organisation régionale des soins et aides à domicile) pour une valeur de 300 000 € au profit de Doctegestio, seul candidat métropolitain à la reprise de l'établissement,, l'Amapa reprend la structure.
Doctegestio lance en 2017 Doctocare, soutenu par un portail internet éponyme. 
Le groupe de cliniques Saint-Jean-l'Ermitage (CSJE) de Melun-Dammarie-les-Lys bénéficie en 2018 d'un plan de continuation accepté par le tribunal de commerce d’Évry avec l'entrée dans le capital du groupe Doctegestio, devenant actionnaire à 82 %. Le groupe devient ainsi partenaire du groupe hospitalier public Sud Ile-de-France de Melun. 
Le groupe Doctegestio est choisi en 2018 par le centre hospitalier d’Annecy pour créer le premier hébergement temporaire non-médicalisé pour patients dit « hôtel pour patients » en collaboration avec le promoteur Adim, filiale de Vinci. L'établissement, devant ouvrir au printemps 2021 sous le nom d'Hôtel Le Manoir, sera situé face à l’hôpital. 
Le tribunal de commerce de La Rochelle choisit de confier à Doctegestio les activités de la résidence La Roseraie de Bourcefranc-le-Chapus, petite unité de vie (PUV) d’une capacité de 18 places. Il s’agit alors de la 40e cession judiciaire au profit du groupe depuis sa création. 
En 2019, le groupe reprend la gestion des activités de l’association À domicile Cambrésis en redressement judiciaire depuis 2018 ainsi que la gestion de l'Ehpad Les Myriams de Saint-Gervais-les-Bains. Le groupe présente également en mars à Metz lors d'un congrès sur l'intelligence artificielle un dossier médical numérique, développement de sa plateforme de prise de rendez-vous doctocare.com. En mai, le groupe, propriétaire de la clinique du Docteur Henri Guillard à Coutances, dément des rumeurs de liquidation judiciaire évoquées par un syndicat local. En septembre de la même année, Doctegestio organise un forum de l’emploi à Château-Salins.
En octobre 2020, le Groupe hospitalier mutualiste de Grenoble et ses 1 400 collaborateurs rejoint le groupe, peu de temps avant son changement de nom, le 6 janvier 2021. La même année, l'entreprise fait l'acquisition de la Clinique Mutualiste.
En juin 2022, l'ancien ministre des outre-mer, Yves Jégo, qui a quitté la vie politique nationale en 2018, en démissionnant de l'Assemblée Nationale dont il était vice-président afin de « poursuivre les combats d'intérêts général par d'autre biais » devient le nouveau directeur général du groupe . 
En septembre 2022, le Groupe AVEC qui a choisi de devenir une société à mission installe son comité de mission conformément aux dispositions de la loi Pacte de 2019. 
Le 7 mars 2024 la société AVEC SA est placée en redressement judiciaire par le tribunal de Bobigny .
En mars 2025,  Avec est placé en redressement judiciaire par tribunal de commerce de Bobigny.

## Critiques et controverses

### Association Amapa
En avril 2017, le magazine Alternatives économiques relate notamment une liquidation judiciaire prononcée en 2016 à l'encontre de la société Port Rive Gauche SASU exploitant des appartements à Marseillan, filiale de la société DG Holidays SARL elle-même filiale du groupe Doctegestio. Bernard Bensaid répond en juin à la rédaction du magazine.
Fin 2017, le député LREM de Corrèze Christophe Jerettie pose une question écrite au gouvernement dans laquelle il demande s'il est  « conforme ou non aux dispositions de la loi de 1901 qu'une société commerciale prenne le contrôle d'une association », visant Doctegestio et sa relation avec l'association Amapa.
En 2018, Alternatives économiques dénonce Doctegestio pour son utilisation qu'il juge abusive de son appartenance a l'économie sociale et solidaire.

### Hôtels de Plombières-les-Bains
En septembre 2019, les copropriétaires de trois hôtels et résidences de la ville de Plombières-les-Bains font appel à un cabinet d’avocats contre le dirigeant du groupe, pour des raisons de sécurité,.  En février 2022, un article rapporte que La Compagnie thermale a soldé sa dette de 280 000 € auprès de la commune.

### Groupe hospitalier mutualiste de Grenoble
En juin 2022, Radio France révèle que deux syndicats du GHM (FO et la CGT) ont déposé une plainte contre X pour « prise illégale d'intérêts » et « détournement de fonds publics » auprès du parquet de Grenoble. Une information judiciaire est ouverte. Bernard Bensaid est mis en examen le 11 janvier 2023 par deux juges d'instruction grenoblois.
Le Canard enchaîné du 14 décembre 2022 (suite d'un article du 9 novembre 2022) consacre un article (« Le groupe Avec marche sur la dette ») à son fonctionnement financier.
Le 8 février 2023, Paul de Rosen est élu président du nouveau conseil d'administration de l'Union mutualiste de gestion (UMG) du groupe hospitalier mutualiste (GHM) de Grenoble.